# Сирийская поэзия
Сирийская поэзия — один из основных жанров сирийской литературы. Считается, что основоположником поэзии на сирийском языке был богослов II—III веков Бардесан, в ней прослеживается преемственность с дохристианской языческой и иудейской традицией. В метрическом отношении сирийская поэзия является силлабической. В произведениях II—VII веков доминирует религиозная тематика, и их исполнение предполагалось церковными хорами. Несмотря на то, что сирийский язык является мёртвым, современные сирийские поэты продолжают его использовать.
В сирийской поэзии традиционно выделяют несколько устойчивых жанровых форм:
- Мадраша — богословское произведение полемического характера, написанное в стихах и предназначенное для сольного исполнения в сопровождении хора;
- Тебрата — сборники, содержащие небольшие отрывки гимнов;
- Согита́ — метрическое стихотворение, состоящее из вступления, монолога или диалога и эпилога;
- Мемра́ (мн. ч. мемре) — речь или проповедь, предназначенная не для пения, а для чтения;
- Баута — стихотворения-молитвы, принятые в восточными и западными сирийцами;
- Тешбохта — литургическая ода, предназначенная для пения и построенная на библейских стихах (за исключением псалмов) или поздних священных текстах.

Приведённые выше толкования являются достаточно приблизительными, и многие нюансы либо не известны в точности, либо отличаются для различных конфессий сирийских христиан (восточных, яковитов, маронитов и мелькитов). Так, у яковитов мемре представляют собой прозаические рассуждения. Особенно значительные затруднения связаны с термином «мадраша».
Важнейшим теоретиком и наиболее плодовитым автором сирийской поэзии является Ефрем Сирин (ум. 373).